# Macchina scenica teatrale
La macchina scenica teatrale è l'insieme degli apparati meccanici e tecnici utili alla messa in scena; nel teatro moderno e all'italiana, gli stessi sono posti dietro l'arco scenico.

## Suddivisione
La macchina scenica può essere divisa in tre grandi aree:
- Palcoscenico
- Torre scenica
- Sottopalco